# 埃尔纳古勒姆
埃尔纳古勒姆（羅馬化：Ernākulam，發音：[erɐɳɐːkuɭɐm] ⓘ）是印度喀拉拉邦科契市的中央商務區，與埃尔纳古勒姆县同名。科契市的東部主要稱為埃尔纳古勒姆，而文杜魯提橋之後的西部被稱為西科契（Western Kochi）。許多主要機構都位於埃尔纳古勒姆，包括喀拉拉邦高等法院、科契市法團和科欽造船廠。此地也是科契市城市化程度最高的地區。

## 外部連結
- GeoHack - Ernakulam

- Government Portal for Ernakulam City （页面存档备份，存于）
- Government Portal for the district of Ernakulam （页面存档备份，存于）
- Ernakulam is India's first smoke-free tourist spot 的存檔，存档日期2013-12-03.